# Казімеж-Дольний (гміна)
Гміна Казімеж-Дольни (пол. Gmina Kazimierz Dolny) — місько-сільська гміна у східній Польщі. Належить до Пулавського повіту Люблінського воєводства.
Станом на 31 грудня 2011 у гміні проживало 6977 осіб.

## Площа
Згідно з даними за 2007 рік площа гміни становила 72.49 км², у тому числі:
- орні землі: 62.00%
- ліси: 27.00%

Таким чином, площа гміни становить 7.77% площі повіту.

## Населення
Станом на 31 грудня 2011:
| Опис     | Загалом | Загалом | Чоловіки | Чоловіки | Жінки | Жінки |
| -------- | ------- | ------- | -------- | -------- | ----- | ----- |
| одиниця  | осіб    | %       | осіб     | %        | осіб  | %     |
| все      | 6977    | 100     | 3418     | 48.99    | 3559  | 51.01 |
| міське   | 2680    | 100     | 1253     | 46.75    | 1427  | 53.25 |
| сільське | 4297    | 100     | 2165     | 50.38    | 2132  | 49.62 |

## Сусідні гміни
Гміна Казімеж-Дольни межує з такими гмінами: Вількув, Вонвольниця, Карчміська, Конськоволя, Яновець, Пулави.